# Canton de Samatan
Le canton de Samatan est une ancienne division administrative française située dans le département du Gers et la région Midi-Pyrénées.
À l'issue du redécoupage cantonal de 2014, Samatan est devenu le bureau centralisateur du nouveau canton du Val de Save.

## Géographie
Ce canton était organisé autour de Samatan dans l'arrondissement d'Auch. Son altitude variait de 150 m (Cazaux-Savès) à 315 m (Pébées) pour une altitude moyenne de 226 m.

## Histoire
Pour l’histoire du canton, on peut retenir que les sites préhistoriques ou antiques sont peu nombreux, quelques villas, établissements agricoles et nécropoles gallo-romaines. Avec le Moyen Âge se constituent de petites seigneuries vassales du Comte du Comminges. Le territoire n’échappe pas à diverses exactions (du Prince Noir 1355, des Routiers 1438 et du capitaine Sus en 1589) et, misère, pestes famines ponctuent le 1XVIIe siècle. La région adhère à la Révolution. Le 19e voit le début des mutations agricoles et les notables du canton s’occupent activement de l’organisation commerciale

## Composition
Le canton de Samatan regroupait quinze communes et comptait 5 170 habitants (population municipale) au 1er janvier 2012.
| Nom             | Code Insee | Intercommunalité             | Superficie (km2) | Population (dernière pop. légale) | Densité (hab./km2) |
| --------------- | ---------- | ---------------------------- | ---------------- | --------------------------------- | ------------------ |
| Bézéril         | 32051      | CC du Savès                  | 9,65             | 126 (2014)                        | 13                 |
| Cazaux-Savès    | 32098      | CC du Savès                  | 5,62             | 304 (2014)                        | 54                 |
| Labastide-Savès | 32171      | CC du Savès                  | 3,62             | 160 (2014)                        | 44                 |
| Lahas           | 32182      | CC des Coteaux Arrats Gimone | 14,54            | 168 (2014)                        | 12                 |
| Monblanc        | 32261      | CC du Savès                  | 12,93            | 355 (2014)                        | 27                 |
| Nizas           | 32295      | CC du Savès                  | 4,16             | 155 (2014)                        | 37                 |
| Noilhan         | 32297      | CC du Savès                  | 18,03            | 375 (2014)                        | 21                 |
| Pébées          | 32308      | CC du Savès                  | 4,05             | 92 (2014)                         | 23                 |
| Polastron       | 32321      | CC du Savès                  | 15,21            | 264 (2014)                        | 17                 |
| Pompiac         | 32322      | CC du Savès                  | 10,12            | 182 (2014)                        | 18                 |
| Saint-André     | 32356      | CC du Savès                  | 5,58             | 111 (2014)                        | 20                 |
| Saint-Soulan    | 32407      | CC du Savès                  | 12,31            | 162 (2014)                        | 13                 |
| Samatan         | 32410      | CC du Savès                  | 33,53            | 2 377 (2014)                      | 71                 |
| Savignac-Mona   | 32421      | CC du Savès                  | 6,87             | 138 (2014)                        | 20                 |
| Seysses-Savès   | 32432      | CC du Savès                  | 13,26            | 248 (2014)                        | 19                 |

## Représentation

### Conseillers généraux de 1833 à 2015
| Période | Période          | Identité                                                      | Étiquette                     | Qualité |
| ------- | ---------------- | ------------------------------------------------------------- | ----------------------------- | --- |
| 1833    | 1842             | Jean Daguzan                                                  |                               | Officier supérieur en retraite à Bézéril                                                                                        |
| 1842    | 1848             | Marquis Barthélemy Dominique Jacques de Castelbajac           | Majorité dynastique           | Ecuyer de l'Impératrice Eugénie Propriétaire du château de Caumont à Cazaux-Savès                                               |
| 1848    | 1867             | Jean-François Gaudens Fauré                                   | Parti de l'ordre Bonapartiste | Avocat à Labastide-Savès Juge de paix à Lombez Elu en 1867 dans le Canton de Lombez                                             |
| 1867    | 1871             | Marquis Gaston de Castelbajac (fils du précédent) (1833-1921) | Majorité dynastique           | Ecuyer de l'Impératrice Eugénie Propriétaire du château de Caumont à Cazaux-Savès Ancien conseiller général du Canton de Lombez |
| 1871    | 1877 (démission) | Casimir Brocas                                                | Républicain                   | Maire de Samatan (1870-1873, 1874-1879, 1888)                                                                                   |
| 1877    | 1892             | Cyrille Décepts                                               | Bonapartiste                  | Maire de Saint-André |
| 1892    | 1898             | Eudore Brocas                                                 | Républicain                   | Juge de paix, maire de Samatan                                                                                                  |
| 1898    | 1919             | Louis Lacomme                                                 | Républicain (Droite)          | Médecin - Maire de Samatan (1900-1910)                                                                                          |
| 1919    | 1940             | Emile Saint-Laurens (1866-1945)                               | Rad.                          | Notaire Maire de Samatan (1919-1945) Nommé conseiller départemental en 1943                                                     |
|         |                  |                                                               |                               | |
| 1945    | 1951             | Albert Deumié                                                 | SFIO                          | Médecin Maire de Samatan (1945-1947)                                                                                            |
| 1951    | 1968 (décès)     | Patrice Brocas                                                | Rad.                          | Maître des requêtes au Conseil d'État Maire d'Auch (1959-1968) Député (1956-1962)                                               |
| 1968    | 1970             | Henri Loustau                                                 | DVD                           | |
| 1970    | 1982             | Marie-Josèphe Brocas                                          | CD puis UDF                   | Propriétaire à Labastide-Savès                                                                                                  |
| 1982    | 1994             | Yves Chaze (1919-2000)                                        | PS                            | Maire de Samatan (1977-1995) |
| 1994    | 2015             | René Daubriac                                                 | PS                            | Professeur de collège retraité Maire de Samatan (1995-2008) Vice-Président du Conseil Général                                   |

### Conseillers d'arrondissement (de 1833 à 1940)
Le canton de Samatan avait trois conseillers d'arrondissement.
Il appartenait à l'arrondissement de Lombez jusqu'à sa disparition en 1926.
| Période                                  | Période          | Identité              | Étiquette                | Qualité |
| ---------------------------------------- | ---------------- | --------------------- | ------------------------ | --- |
| 1833                                     | 1845             | M. Brocas             |                          | Maire de Labastide                                                                                          |
| 1833                                     | 1845             | M. Vignaux            |                          | Juge de paix à Samatan                                                                                      |
| 1845                                     | 1848             | M. Fauré              |                          | Avocat à Samatan                                                                                            |
| 1845                                     | 1848             | Jean Baptiste Troyes  |                          | Négociant, maire de Samatan                                                                                 |
|                                          |                  |                       |                          | |
|                                          | 1893 (démission) | Charles Séré          |                          | |
|                                          |                  |                       |                          | |
| 1898                                     |                  | M. Ducassé            | Radical                  | |
| 1898                                     |                  | M. Delas              | Radical                  | |
| 1898                                     |                  | M. Dubech             | Radical                  | |
| av.1901                                  |                  | B. Gensac             | Républicain puis Radical | Maire de Pompiac                                                                                            |
| 1901                                     | 1907             | A. Fourcade           | Républicain              | Propriétaire, conseiller municipal de Saint-André                                                           |
| 1907                                     |                  | M. Henry              | Radical                  | Adjoint au maire de Samatan                                                                                 |
|                                          |                  |                       |                          | |
| 1925                                     |                  | Symphorien Moulis     | Radical                  | |
| 1925                                     | 1940             | Henri Maymat          | Radical                  | |
| 1931                                     |                  | Abel Dufréchou        | Radical                  | Docteur vétérinaire à Samatan                                                                               |
|                                          | 1940             | Jean-Gaudéric Daignan | Radical                  | Maire de Bézéril                                                                                            |
| 1940                                     |                  |                       |                          | Les conseils d'arrondissement ont été suspendus par la loi du 12 octobre 1940 et n'ont jamais été réactivés |
| Les données manquantes sont à compléter. |                  |                       |                          | |

## Démographie
| 1962  | 1968  | 1975  | 1982  | 1990  | 1999  | 2006  | 2011  | 2012  |
| ----- | ----- | ----- | ----- | ----- | ----- | ----- | ----- | ----- |
| 4 625 | 4 305 | 3 983 | 3 998 | 3 854 | 3 934 | 4 684 | 5 112 | 5 170 |